# Mr Brown
Pour les articles homonymes, voir Mr Brown (homonymie) et Brown.
Mr Brown (titre original : The Secret Adversary) est le second roman policier d'Agatha Christie publié en janvier 1922 au Royaume-Uni, mettant en scène pour la première fois Tommy et Tuppence Beresford. Il est publié la même année aux États-Unis et en 1932 en France.

## Résumé
Mr Brown met en scène deux « vieux » amis, Prudence Cowley (dite Tuppence ou Quat'sous dans l'édition française d'origine) et Thomas Beresford (dit Tommy), tous deux démobilisés après la Première Guerre mondiale, la première ayant participé à l'effort de guerre par son travail d'infirmière, le second après avoir combattu (et été blessé) dans les rangs britanniques.
Ils sont tous deux mêlés à une affaire d'espionnage, au cours de laquelle ils seront aux prises avec un mystérieux adversaire, surnommé Mr Brown, lequel tient absolument à récupérer des documents compromettants  confiés à une jeune fille, Jane Finn, rescapée du torpillage du paquebot RMS Lusitania survenu le 7 mai 1915, et qui, consciente du risque couru, n'a cessé de se cacher depuis lors en dissimulant son identité.
L'adversaire des deux héros projette en effet de renverser par une révolution l'ordre social établi au Royaume-Uni, projet qui pourrait être anéanti par la découverte de ces documents…

## Personnages
- Thomas Beresford: Tommy, jeune Anglais roux qui a combattu pendant la Grande Guerre, blessé deux fois, considéré comme quelqu'un de lent mais régulier et lucide dans ses pensées, au mieux de sa forme dans une situation tendue. Il est le meilleur dans les situations difficiles. Il a une vingtaine d'années.
- Prudence Cowley: Tuppence, jeune femme aux cheveux noirs coupés au carré, l'un des nombreux enfants d'un archidiacre conservateur, a servi dans le VAD pendant la Grande Guerre. Elle est moderne et élégante, rapide et intuitive dans ses pensées, agit rapidement sur ses idées. Elle a une vingtaine d'années.
- Julius P Hersheimmer : Millionnaire américain, à la recherche de sa cousine germaine Jane Finn, une fille qu'il n'a jamais rencontrée en Amérique en raison d'une querelle familiale. Il est rapide d'esprit et d'action, et comme il vient d'Amérique, il porte une arme et sait s'en servir. Il est âgé d'une trentaine d'années.
- M. Carter : Anglais versé dans le renseignement et lié aux plus hautes sphères politiques, connu uniquement sous ce pseudonyme. Il recherche le traité et la jeune fille qui aurait pu le transporter hors du navire.
- Jane Finn : Américaine, âgée de 18 ans lorsqu'elle quitte les États-Unis, parlant bien le français, qui vise à travailler dans un hôpital de guerre pendant la Grande Guerre. Elle a navigué sur le Lusitania, et elle a survécu, portant un document d'un homme nommé Danvers.
- Marguerite Vandemeyer : Rita, une belle femme de la société qui a suivi Danvers sur le Lusitania. Elle est affiliée aux conspirateurs et connaît à elle seule la véritable identité de "M. Brown". Son caractère est d'acier et puissant et elle voit Sir James en société. Elle meurt empoisonnée.
- Albert : Garçon d'ascenseur de l'immeuble où vit Rita Vandemeyer, devient l'assistant de Tuppence, puis de Tommy.
- M. Whittington : Membre des conspirateurs qui rencontre pour la première fois Tommy et Tuppence alors qu'ils planifient leur entreprise commune lors d'un déjeuner dans un restaurant. Il prononce le nom de Jane Finn dans la rue lorsque Tommy le croise.
- Boris Ivanovitch, comte Stepanov : Membre de la conspiration, qui reste en contact avec Whittington et Rita.
- M. Kramenin : Bolchevik russe, en poste à Londres, et l'un des conspirateurs, appelé numéro un. Julius le choisit pour le conduire aux filles.
- Dr Hall : Dirige la maison de retraite de Bournemouth où il a accueilli la patiente amnésique comme nièce de Rita Vandemeyer, sous le nom de Janet, pendant plusieurs années.
- Sir James Peel Edgerton : Député et éminent avocat de la défense londonien, connu pour identifier instinctivement un criminel. Il est socialement et politiquement bien connu, et considéré comme un futur Premier ministre potentiel. M. Carter respecte son intelligence, qui remonte à plusieurs années. Il voit Rita sur le plan social. Il est connu pour sa capacité de persuasion.
- M. Brown : Chef insaisissable des conspirateurs, qui apparaît souvent sous la forme d'un homme appelé Brown, mais dans un rôle mineur, de sorte que les autres ne se souviennent pas de son apparition. Il est la clé de toutes les décisions des conspirateurs, subtil avec les informations, brutal ou fatal avec ses ennemis, l'esprit criminel maître de l'époque.

## Commentaires

### Développement
L'idée de ce roman vient à Agatha Christie lorsqu'elle entend, au café, une conversation entre deux femmes sur une dame appelée Jane Fish (Jeanne Poisson en français), nom que la romancière trouve assez amusant.
Le roman est titré à l'origine The Joyful Venture (La Joyeuse Entreprise) puis The Young Adventurers (Les Jeunes Aventuriers) pour prendre le nom définitif de The Secret Adversary (L'Adversaire Secret). En français, son titre est Mr Brown, du nom de ce mystérieux adversaire.
Le nom de Jane Fish change également en Jane Finn.
C'est l'un des deux seuls romans, avec Mon petit doigt m'a dit (1968), une autre histoire de Tommy et Tuppence, à être dédicacé directement aux lecteurs : « Pour tous ceux qui ont une vie monotone dans l'espoir de mener une seconde vie pleine des joies et des dangers de l'aventure » (« To all those who lead monotonous lives in the hope that they experience at second hand the delights and dangers of adventure »).

### Analyse
Ce deuxième roman présente deux nouveaux personnages, Tommy et Tuppence Beresford, après le détective belge Hercule Poirot, rencontré dans le précédent roman La Mystérieuse Affaire de Styles (1920). De plus, on voit apparaître deux thèmes qui seront réutilisés par Christie dans d'autres histoires :
- 1er thème : Le fait qu'une connaissance, un secret ou un objet doit être retrouvé ;
- 2e thème : L'identification d'une personne puissante inconnue qui cherche à dominer le monde.

## Éditions
- (en) The Secret Adversary, Londres, Bodley Head, janvier 1922, 320 p.
- (en) The Secret Adversary, New York, Dodd, Mead and Company, 1922, 330 p.
- Mr Brown (trad. Juliette Pary), Paris, Librairie des Champs-Élysées, coll. « Le Masque » (no 100), 1932
- Mr Brown (trad. Albine Vigroux), dans : L'Intégrale : Agatha Christie (préf. Jacques Baudou), t. 1 : Les années 1920-1925, Paris, Librairie des Champs-Élysées, coll. « Les Intégrales du Masque », 1990, 1306 p. (ISBN 2-7024-2086-9, BNF 35338210)

## Adaptations
- 1929 : Die Abenteurer G.m.b.H., film muet allemand de Fred Sauer. Les personnages de Tommy et Tuppence Beresford sont remplacés par ceux de Pierre Lafitte et Lucienne Fereoni joués par Carlo Aldini et Eve Gray ;
- 1983 : Mr Brown (The Secret Adversary), téléfilm britannique de Tony Wharmby pour LWT, avec James Warwick et Francesca Annis dans les rôles de Tommy et Tuppence Beresford ;
- 1995 : Mister Brown (ou L'Adversaire Secret), bande dessinée française de la collection Agatha Christie de François Rivière (scénario) et Frank Leclercq (dessin).
- 2017 : Mister Brown, bande dessinée française de la collection Agatha Christie (Editions Paquet), de Emilio Van der Zuiden (scénario et dessin), Fabien Alquier (couleur).